# Gare de Kizukuri
La gare de Kizukuri (木造駅, Kizukuri-eki) est une gare ferroviaire de la ville de Tsugaru, dans la préfecture d'Aomori au Japon. Elle est gérée par la compagnie JR East.

## Situation ferroviaire
La gare est située au point kilométrique (PK) 119,5 de la ligne Gonō.

## Histoire
La gare a été inaugurée le 21 octobre 1924.
Le bâtiment voyageurs actuel, inauguré en 1992, est décoré d'une immense statue de shakoki-dogū de 7,3 mètres.

## Service des voyageurs

### Accueil
La gare dispose d'un bâtiment voyageurs, avec guichets, ouvert tous les jours.

### Desserte
- Ligne Gonō :
  - direction Hirosaki ou Higashi-Noshiro